# Wei Zhongxian
Wei Zhongxian (1568 - 19 de outubro de 1627) é considerado por muitos historiadores como o mais poderoso e notório eunuco na história chinesa.